# Liwale, Lindi
Liwale este o așezare situată în partea sud-estică a Tanzaniei, în Regiunea Lindi. La recensământul din 2002 înregistra 4872 locuitori.